# 藤野亀之助
藤野 亀之助（ふじの かめのすけ、1867年5月27日（慶応3年4月24日） - 1920年（大正9年）1月7日）は、日本の実業家。大阪株式取引所理事長、大阪電気軌道取締役、電気化学工業監査役、王子製紙取締役、豊田紡織取締役、大日本セルロイド取締役などを歴任した。

## 人物・経歴
埼玉県生まれ。商法講習所（現一橋大学）で外国語を学んだ。三井物産で、綿糸部主任、大阪支店次長、大阪支店長を歴任し、大阪商業会議所特別議員も務めた。また、豊田佐吉の豊田式織機事業を推進し、豊田式織機相談役を務めた。
1915年大阪株式取引所理事長、大阪電気軌道取締役、電気化学工業監査役。1917年王子製紙取締役。1918年豊田佐助の菊井紡織設立にあたり、児玉一造らとともに出資を行い、同年豊田紡織取締役。1919年大日本セルロイド取締役。

## 親族
豊田紡織の大株主の地位を継ぎ、トヨタ自動車工業設立時にも出資して大株主となり同社取締役も務めた藤野勝太郎元藤野合資会社代表社員は長男。小畑忠良元愛知県知事や澤村宏京都大学名誉教授は娘婿。